# 海拉托巴-打鹿洞火山
海拉托巴-打鹿洞火山是一座位於印度尼西亞北蘇門答臘省的火山，該火山類型為火山噴氣孔田，同時有硫磺溫泉。該火山位于多巴湖南方，目前僅知其最後噴發時期在更新世。